# Stadtbefestigung Judenburg

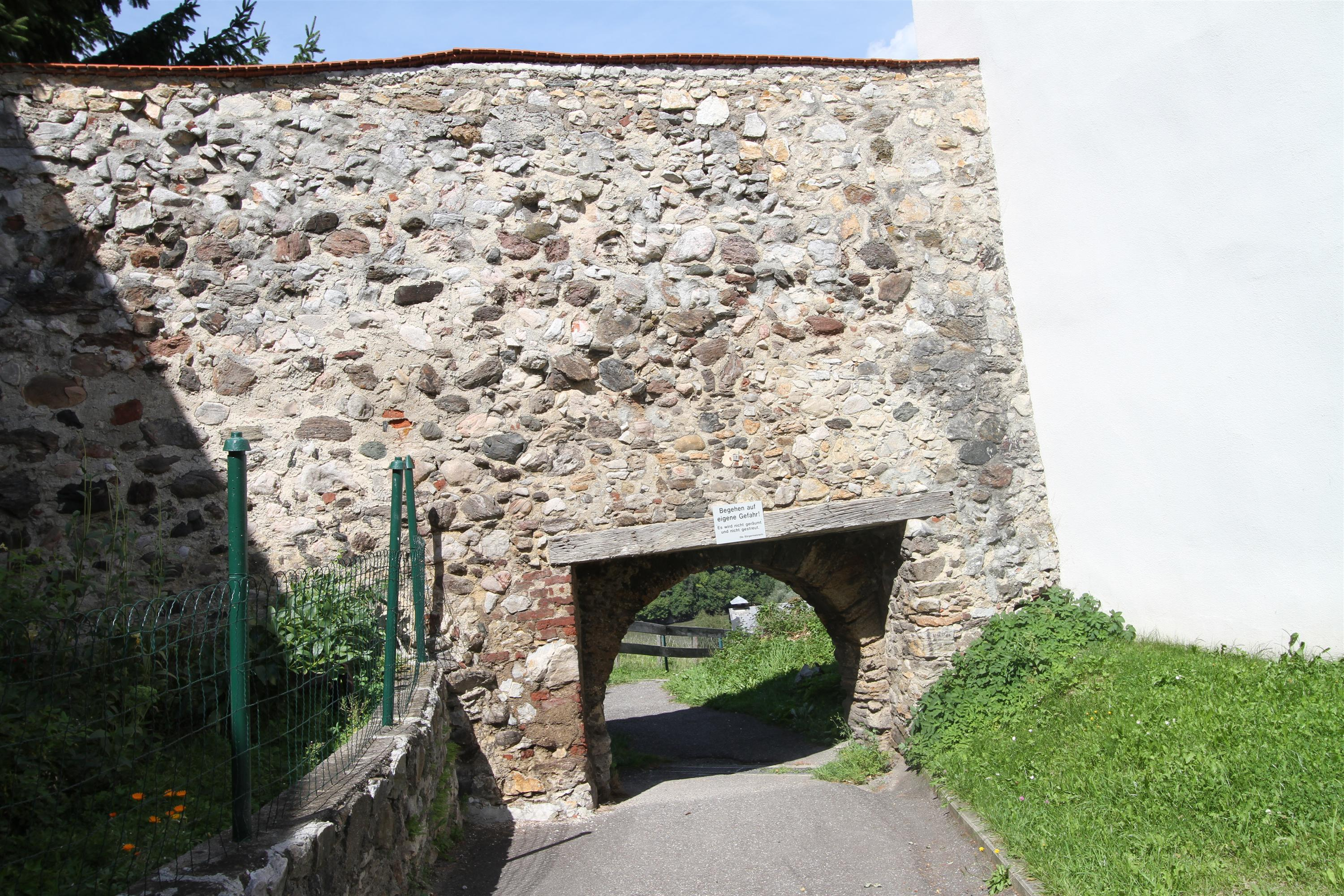
Sautörl

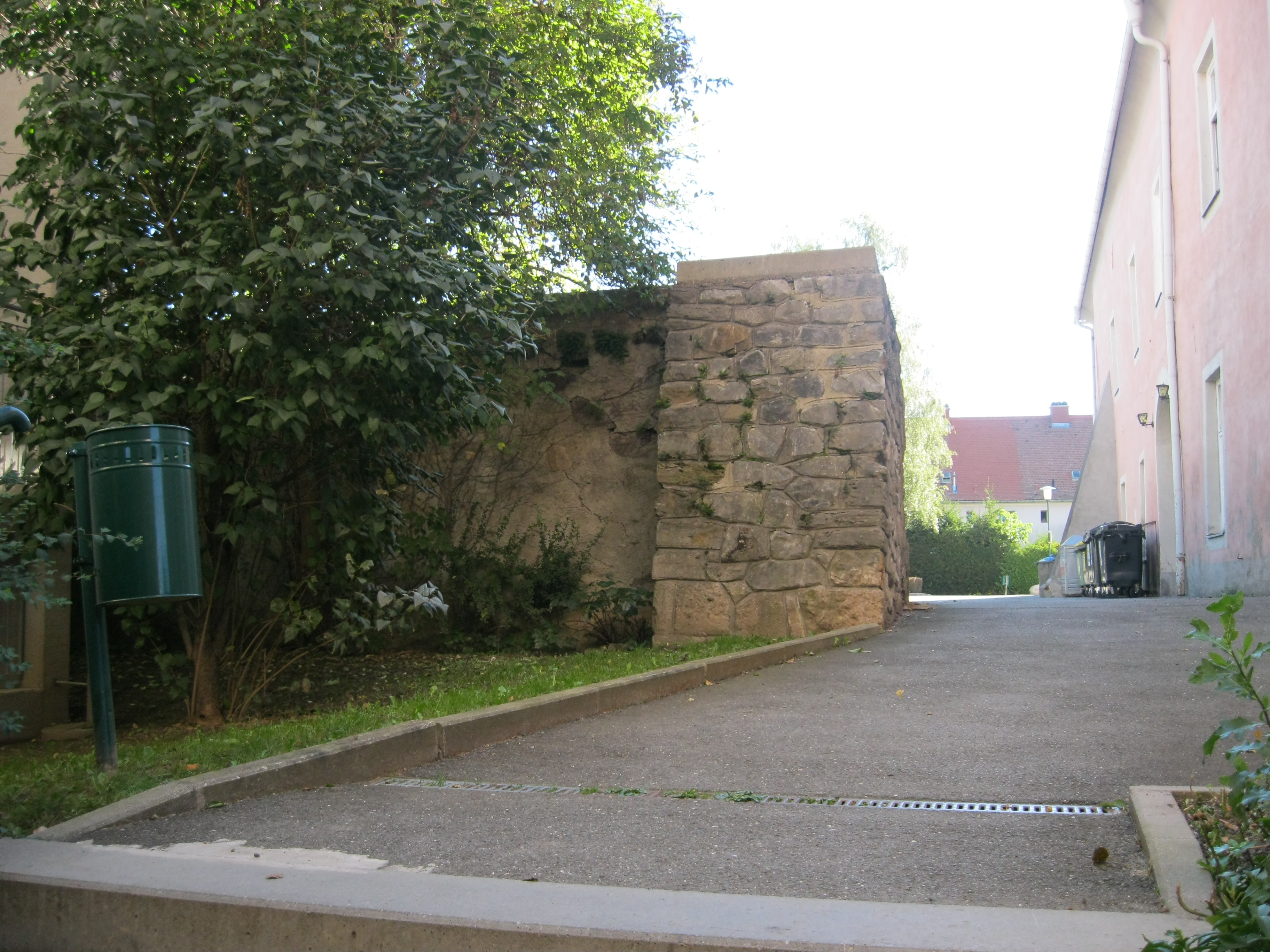
Stadtmauer

Die Stadtbefestigung Judenburg umfasst die Altstadt der Stadtgemeinde Judenburg im Bezirk Murtal in der Steiermark. Die Reste der Stadtmauern stehen unter Denkmalschutz (Listeneintrag).

## Geschichte
Es wurde eine illyrische Besiedlung der Gegend in der Hallstattzeit angenommen. Es gibt hervorragende Funde der steirischen Vorzeit, ein bronzener Kultwagen aus der Hallstattperiode um 500 vor Christus kam in der Ortschaft Strettweg (Kultwagen von Strettweg) zutage. Unweit davon wurde 1976 ein römischer Schatz ergraben.
Die älteste mittelalterliche Siedlung war eine Burgsiedlung über dem Steilabfall zum Purbach, also im Osten der späteren Stadtbefestigung beim Martiniplatz. Ebendort war der Sitz der Eppensteiner, Traungauer, Babenberger und Habsburger. Später standen dort Ritterhäuser und die Martinikirche, welche 1807 abgetragen wurde.
Große Bedeutung hatte Judenburg im Mittelalter als Handelsstadt. Im 14. Jahrhundert wurden hier Goldgulden unter Albrecht II. (1330–1358) geprägt.
Stadtbrände waren 1413, 1504, 1670, 1709, 1807 und 1840.

## Stadtbefestigung
Die ehemalige Burguntersiedlung liegt in einer Terrassenspornlage auf einem Steilabfall an der Mündung des Purbaches in die Mur. Die Stadtmauer wurde der Form der Terrasse angepasst. Die Vorstädte nennen sich Weyer-, Magdalena- und Kärntnervorstadt.
- In die westliche Stadtmauer ist die ehemalige Neue Burg und das ehemalige Minoritenkloster eingebunden.
- Die nördliche Stadtmauer seht am Abfall zur Mur und endet östlich mit dem ehemaligen Jesuitenkonvikt am Martiniplatz.
- Die kurze östliche Stadtmauer steht zum Purbach vor seiner Einmündung.
- Die südliche Stadtmauer steht auch zum Purbach und ist nur noch im Westen erhalten.
- Mittig befindet sich der Hauptplatz in Nord-Süd-Ausrichtung mit dem südöstlich situierten Stadtturm, der turmlosen Stadtpfarrkirche vorgelagert.